# Mitilena
Mitilena (grško starogrško Μυτιλήνη Mytilini [mitiˈlini]) je mesto na jugovhodu otoka Lezbosa, ustanovljeno v 11. stoletju pr. n. št. Mitilena je bila glavno mesto in pristanišče otoka in hkrati prestolnica severnoegejske regije in sedež njenega guvernerja. Bila je tudi ena od trinajst okrožij na otoku Lezbosu in sedež metropolita vzhodne pravoslavne cerkve.

## Zgodovina
Antična Mitilena je stala na majhnem otoku tik ob obali Lezbosa, z dograditvijo severnega in južnega pristanišča pa se je združila z otokom. Med pristaniščema je bil sprva 700 m dolg in 30 m širok kanal. Ožina je bila globoka dva metra in dovolj široka za plovbo trirem s tremi ali več vrstami vesel. Sčasoma sta se v njej nabrala mulj in zemlja in ovirala plovbo, potem pa so jo dokončno zasuli.
V 7. stoletju pr. n. št. je Mitilena uspešno tekmovala z Mitimno na severu otoka za prevlado na otoku in postala središče uspešnega zaledja vzhodnega dela otoka. Najslavnejši meščani so bili Sapfo in Alkej in državnik Pitakus. Mesto je slovelo po veliki proizvodnji kovancev iz elektrona, ki so jih kovali od poznega 6. do sredine 4. stoletja pr. n. št.

Upor Mitilene proti Atenam leta 428 pr. n. št. je zatrla atenska ekspedicijska vojska. Atenski javni zbor je po zmagi izglasoval sklep, da se vsi moški meščani Mitilene pobijejo, ženske in otroci pa prodajo za sužnje. Naslednji dan so sklep preklicali in proti Lesbosu poslali najhitrejšo triremo, da bi preklic sporočila atenski vojski. Pot, dolgo 186 milj (344 km), je preplula v manj kot enem dneu, vendar je bila prepozna. V tem času so že usmrtili tisoč upornih meščanov.
V Mitileni je dve leti (337-335 pr. n. št.) živel Aristotel s svojim prijateljem in naslednikom Teofrastom, rojenim na Lesbosu. Po vrnitvi je postal učitelj Aleksandra, sina Filipa II. Makedonskega.
Mitilence so leta 81 pr. n. št. uspešno oblegali in premagali Rimljani, med katerimi je bil tudi mladi Julij Cezar. Četudi je Mitilena podpirala premagance v večini velikih vojn v 1. stoletju pr. n. št., so njeni državniki uspešno prepričali Rim, da bodo odtlej podpirali rimske vladarje Sredozemlja in Mitilena se je rimskih časih razvila v cvetoče mesto.
Leta 56 n. št. sta se v mestu za nekaj časa ustavila evangelist Luka in apostol Pavel na povratku s Pavlovega tretjega misijonarskega potovanja (Apostolska dela 20:14). Priplula sta iz Asosa in nadaljevala plovbo proti Hiosu.
v Mitileni je bil rojen učenjak in zgodovinar Zaharija Retorik (465-okoli 536), mitilenski škof, verjetno kalcedonske veroizpovedi. Leta 536 ali 553 je bil odstavljen.
V 9. stoletju so bili v Mitileni rojeni bizantinski svetniki, bratje nadškof Georgij, Simeon Stilit in David Menih. Njim je posvečena cerkev sv. Simeona.
Zaradi nesporazumov s cesarico Zojo Porfirogeneto je njen drugi mož Mihael IV. Paflagonec  v Mitileno izgnal Konstantina IX. Monomaha. Po smrti Mihaela IV. in odstavitvi njegovega naslednika Mihaela V. Kalafata leta 1042 so Konstatina odpoklicali iz izgnanstva in ga imenovali za sodnika v Grčiji.
Na Lesbosu in Mitileni so bili že v antiki naseljeni Judje. Leta 1170 je Benjamin iz Tudele na otoku ustanovil deset judovskih skupnosti.
V srednjem veku je bil Lesbos del Bizantinskega cesarstva. Leta 1085 so ga za nekaj časa zasedli Seldžuki. Leta 1198 je pravice do trgovanja iz mitilenskega pristanišča dobila Beneška republika.
V 13. stoletju je Mitileno osvojil nikejski cesar Teodor I. Laskaris. Leta 1335 so Bizantinci s pomočjo osmanske vojske ponovno osvojili otok, ki je bil takrat v lasti genovskega plemiča Domenica Cattanea. Še istega leta je cesar Ivan V. Paleolog otok dal genovskemu avanturistu Francescu Gattilusiju, poročenemu s cesarjevo sestro Marijo. Cattaneo je leta 1373 obnovil trdnjavo, ki je ostala v genovski posesti do leta 1462, ko jo je oblegal in osvojil sultan Mehmed II. Osvajalec.
Otok Lesbos je ostal pod osmansko oblastjo do prve balkanske vojne leta 1912. Novembra tega leta je postal del Kraljevine Grčije.

## Galerija
- Mitilenski akvadukt
- Rimski akvadukt v Morii
- Ostanki antičnega gledališča
- Mitilenski grad